# Староласпинська сільська рада
| Староласпинська сільська рада — орган місцевого самоврядування у Бойківськомурайоні Донецької області з адміністративним центром у c. Староласпа. Сільській раді підпорядковані населені пункти: - c. Староласпа - с. Біла Кам'янка - с. Новоласпа |

## Склад ради
Рада складається з 16 депутатів та голови.

## Керівний склад сільської ради
| ПІБ                           | Основні відомості                                                         | Дата обрання | Дата звільнення |
| ----------------------------- | ------------------------------------------------------------------------- | ------------ | --------------- |
| Сеферов Сергій Федорович      | Сільський голова, 1966 року народження, освіта, член Партії регіонів      | 26.03.2006   | 31.10.2010      |
| Євреімов Василь Володимирович | Сільський голова, 1966 року народження, освіта вища, член Партії регіонів | 31.10.2010   |                 |

Примітка: таблиця складена за даними джерела